# پوپو د لوکا
پوپو د لوکا (ایتالیایی: Pupo De Luca؛ ‏ ۱۸ دسامبر ۱۹۲۴ – ۱۸ دسامبر ۲۰۰۶) موسیقی‌دان و بازیگر اهل ایتالیا بود.
از فیلم‌هایی که وی در آن نقش داشته‌است، می‌توان به هفت ضربدر هفت، حکایت‌های عاشقانه، خواهرزن کوچک، سبزه، خوش‌هیکل، به‌دنبال مردی پولدار، یک گاو نر شهوتی، کشتار، ممنوعه‌ترین دکامرون، شب‌های گرم دکامرون، دکامروتیکوس، بازی‌های ممنوعه پیترو آرتینو، سرانجام… هزار و یک شب، قاتلان ویژه، خاله‌های دل‌انگیز، خانم معلم زبان، زندگی دشوار، هنوز ترینیتی هستم، مردی از شرق، تعطیلات، یک داستان عاشقانه، خوشی من، خوشی توست، زن بی‌حیا، ترزا و چارلستون اشاره کرد.